# Bataille de Karkemish
 (juillet 2024).
Si vous disposez d'ouvrages ou d'articles de référence ou si vous connaissez des sites web de qualité traitant du thème abordé ici, merci de compléter l'article en donnant les références utiles à sa vérifiabilité et en les liant à la section « Notes et références ».
Guerre entre les Égyptiens et les Babyloniens
La bataille de Karkemish a lieu à Karkemish en 605 av. J.-C. entre les armées égyptiennes et babyloniennes.

## Contexte
Quand Ninive, la capitale assyrienne, est prise par les Mèdes et les Babyloniens en 612 av. J.-C., les Assyriens déplacent leur capitale vers Harran. Cette dernière est capturée par les Mèdes et les Babyloniens en 610 av. J.-C.
L'Égypte, alors alliée des Assyriens, se porte à leur secours en 609 av. J.-C., date à laquelle Assur-uballit II, dernier roi assyrien, perd la vie en tentant vainement de reconquérir Harran.

## Déroulement
L'armée du pharaon égyptien Nékao II est retardée à la bataille de Megiddo par les troupes du roi Josias du royaume de Juda. Josias est tué et son armée défaite. Quelque temps plus tard, les Égyptiens sont de nouveau retardés mais prennent finalement Karkemish en 609 av. J.-C. Lorsqu'en 605 av. J.-C., elles rencontrent les armées babyloniennes dirigées par Nabuchodonosor II à Karkemish, les troupes égyptiennes et des restes de troupes assyriennes sont largement défaites. L'Assyrie, qui avait cessé d'exister en tant qu'État indépendant depuis 609 av. J.-C., n'a alors plus aucune chance de renaître et la sphère d'influence de l'Égypte se réduit, de sorte qu'elle n'est plus un acteur important au Moyen-Orient.

## Postérité
Cette bataille est évoquée dans la Bible, plus précisément dans le Livre de Jérémie.